# Senza sangue (Novelle)
Senza sangue (deutsch: Ohne Blut) ist eine Novelle des italienischen Schriftstellers Alessandro Baricco. Sie erschien 2002 beim Verlag Rizzoli in Mailand.

## Handlung
Der Roman besteht aus zwei Teilen, die mit „Eins“ und „Zwei“ überschrieben sind. Er konzentriert sich auf die Gestalt der Nina, der Tochter des Farmbesitzers Mato Rujo.
Der erste Teil spielt in einem alten abgelegenen Bauernhof. Dort wird Nina als Kind Zeugin der Ermordung ihres Vaters und ihres Bruders durch drei Männer. Während des Massakers versteckt sie sich auf Anweisung ihres Vaters unter einer Falltür. Tito, einer der Mörder, öffnet die Tür und entdeckt sie – doch er schließt die Falltür wieder, und Nina überlebt.
Im zweiten Teil trifft Nina, nun eine ältere Frau, erneut mit Tito zusammen. Sie lädt ihn in ein Café ein, in dem sie ihre Vergangenheit Revue passieren lassen, bis sie an den Zeitpunkt des Verbrechens kommen, das ihrer beider Leben zutiefst geprägt hat. Schließlich lädt Nina den erstaunten Tito zu einer Liebesnacht in ein Hotel ein. Er stellt fest, dass er dieselbe zusammengekrümmte Haltung eingenommen hat, die Nina damals vor dem Tod bewahrt hatte.

## Nachwirken
Die am  1. Mai 2015 in der Kölner Philharmonie uraufgeführte Oper Senza sangue von Péter Eötvös basiert auf dem zweiten Teil der Novelle.

## Textausgaben
- Alessandro Baricco: Senza sangue. RCS Libri S.p.A., Mailand 2002, ISBN 88-17-00178-3.
- Alessandro Baricco,  Anja Nattefort (Übers.): Ohne Blut. Carl Hanser, München 2003, ISBN 3-446-20347-8